# Arabidopsis drassiana
Arabidopsis drassiana är en korsblommig växtart som beskrevs av Naqshi och G.N. Javeid. Arabidopsis drassiana ingår i släktet backtravar, och familjen korsblommiga växter. Inga underarter finns listade i Catalogue of Life.